# Vesuvio Films
La Vesuvio Films è stata una casa cinematografica italiana attiva agli inizi del XX secolo.

## Storia
Fondata da Augusto Turchi nel 1909, fu una delle prime manifatture cinematografiche sorte a Napoli. Sede e stabilimento sorgevano in via Purgatorio in zona Poggioreale.
La direzione artistica della casa venne affidata al musicista Romolo Bacchini, che vi diresse molti film. Altra personalità importante della casa, fu il famoso regista Gennaro Righelli, che alla Vesuvio, tra il 1911 e il 1913, girò i primi film della sua lunga carriera.
Nel 1912 venne rilevata dal torinese Ferdinando Bietenholz, già agente di vendita della stessa casa partenopea, che assunse anche la direzione artistica.
Attiva fino al 1914, produsse oltre una cinquantina di pellicole, gran parte delle quali film "a soggetto" e documentari (il più noto dei quali rimase la serie La vita negli abissi del mare co-prodotta assieme all'Ambrosio Film di Torino). Tra i titoli più interessanti: Corradino di Svevia (1909), L'eroica fanciulla di Derna (1911), La portatrice di pane (1911), Norma (1911), Il Decamerone (1912), Una lotta nelle tenebre (1912), Hussein il pirata (1913) ed Il capriccio di un principe (1913).